# 이진주 (1988년)
이진주(1988년 5월 29일 ~ )는 대한민국의 미스코리아 출신 방송인이다.

## 학력
- 숙명여자대학교 신문방송학과 학사
- 숙명여자대학교 대학원 미디어학과 석사

## 활동

### 방송 출연
- 2014년 KBC 《모닝와이드》 건강한 아침

### 경력
- 2011년 미스 에코 코리아 미스에코 퀸
- 2013년 미스코리아 광주-전남 진